# دانشگاه ناتال
دانشگاه ناتال (انگلیسی: University of Natal) دانشگاهی در استان ناتال آفریقای جنوبی سابق بود که بعداً به کوازولو-ناتال تبدیل شد.